# Época de Ouro
Época de Ouro é um conjunto regional de choro fundado por Jacob do Bandolim em 1964. Foi organizado definitivamente em 1966 e teve grande importância no movimento de resistência do choro na década de 1960, época em que a bossa nova reinava quase absoluta.
O grupo teve a formação definitiva em 1966: Dino Sete Cordas, no violão de sete cordas; César Faria e Carlos Leite, no violão; Jonas da Silva, no cavaquinho; Gilberto D'Ávila, no pandeiro; e Jorginho, no ritmo.
Com o falecimento de Jacob em 13 de agosto de 1969, alguns compromissos foram adiados e desde esta data até 1972 o conjunto não se apresentou, retomando suas atividades somente em 1973 a convite de Paulinho da Viola (filho de César), para participar do espetáculo SARAU, no Teatro da Lagoa, com uma nova formação, sob o comando de César Faria, contando com Damásio no lugar de Carlinhos e Deo Rian substituindo Jacob. Daí então foi que surgiu o Clube do Choro, idealizado por Paulinho da Viola e Sérgio Cabral e todo um movimento no país em busca de dar maior amplitude ao choro.
Ao retornar de apresentações na Feira do Livro de Frankfurt, em 1996, o conjunto foi convidado por Marisa Monte, Elba Ramalho, Ivan Lins e Paulinho da Viola para participar das gravações dos seus CDs. Em 1997, a formação era César Faria, Dino Sete Cordas, Toni (violão sete cordas), Jorginho, Jorge (cavaquinho) e Ronaldo (bandolim). Retribuindo os convites, o Conjunto lança o CD Café Brasil, em 2001, compondo uma mistura aromática do Conjunto Época de Ouro com grandes intérpretes como estes artistas, além de João Bosco, Martinho da Vila e Leila Pinheiro, que vendeu mais de 25 mil cópias no Japão.
Logo surgiu a oportunidade de lançar o Café Brasil 2, com as participações de Beth Carvalho, Zeca Pagodinho, Ney Matogrosso, Ivan Lins, Paulinho Moska, Arlindo Cruz e Sombrinha, Elba Ramalho, Nó em Pingo D'Água e Lobão. Este CD rendeu ainda a oportunidade de uma outra turnê pelo Japão, onde o disco também fez muito sucesso.
Até os dias atuais o Época de Ouro  junto com Jacob do Bandolim chegam a marca de mais de 40 discos gravados.
Em 2010 o Conjunto lançou, com muito sucesso, no Japão, o CD Feijão com Arroz. No mesmo ano estreou um programa ao vivo no auditório da Rádio Nacional do Rio de Janeiro apresentado por Cristiano Menezes. Em 2016 o programa foi transferido para o auditório da sala Funarte Sidney Miller, apresentado por João Carino de 2016 a 2018, transmitido ao vivo pelo rádio e também pela internet.
A formação atual do conjunto é: Celsinho Silva (pandeiro), Jorge Filho (cavaquinho), Luis Barcellos (bandolim), Antonio Rocha (flauta), João Camarero (violão de sete cordas) e Luiz Flavio Alcofra (violão).